# Antonín Jelínek
Antonín Jelínek (ur. 11 lipca 1955 we Frydlancie) – biskup Apostolskiego Episkopalnego Kościoła Katolickiego w Czechach.

## Życiorys
Antonín Jelínek jest absolwentem teologicznych wydziałów w Pradze i Berlinie. W 1983 został wyświęcony na kapłana w Czechosłowackim Kościele Husyckim, później prowadził duszpasterstwo na parafiach w Přelouči, Mladá Boleslavie, Pradze, Uhlířských Janovicach i Sázavě. W latach 1990–1992 postanowił podjąć pracę w fabryce samochodów Škoda. W 2000 przeszedł do Kościoła Starokatolickiego na Słowacji i rok później przyjął święcenia kapłańskie oraz biskupie w Apostolskim Episkopalnym Kościele Portugalii.
Jest żonaty, ma troje dzieci.